# 本応寺 (前橋市)
本応寺（ほんのうじ）は、群馬県前橋市大胡町にある日蓮正宗の寺院である。山号は久栄山（きゅうえいさん）。

## 歴史
1291年（正応4年）10月7日 - 建立される。開基は日蓮正宗大石寺第2祖日興。
1835年（天保6年） - 火災により焼失。
1844年（天保15年）3月3日 - 円如坊日満により中興される。
1847年（弘化4年） - 日満により本堂再建。
1873年（明治6年）10月14日 - 大胡小学校（現・前橋市立大胡小学校）が新設されると仮校舎が置かれ、翌年長善寺に移転するまで本応寺で授業が行われた。
1907年（明治40年）9月7日 - 旋風により倒壊し、仮本堂再建される。
1962年（昭和37年）12月3日 - 改築される。
1977年（昭和52年）10月11日 - 改築される。

## 所在地
群馬県前橋市大胡町52-1

## 交通アクセス
上毛電鉄大胡駅から徒歩5分

## 周辺
- 前橋市役所大胡支所
- 前橋市立大胡中学校
- 前橋市立大胡小学校
- 大胡郵便局
- 長興寺